# Josip Juraj Strossmayer
Josip Juraj Strossmayer (también Joseph Georg Strossmayer; Osijek, 1815 - Đakovo, 1905) fue un obispo de la Iglesia católica, además de benefactor y político de Croacia. Obispo de Đakovo desde 1849, fue uno de los promotores de la idea nacional yugoslava. Es considerado el fundador de la Universidad de Zagreb y la Academia Yugoslava de las Artes y de las Ciencias.

## Biografía

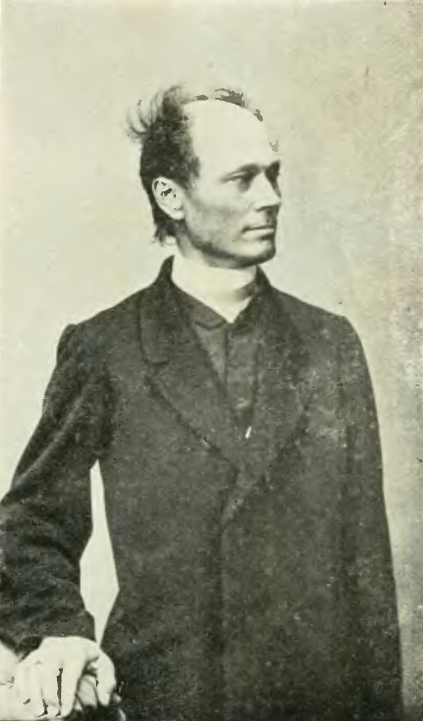
Strossmayer, en una fotografía tomada durante su juventud.

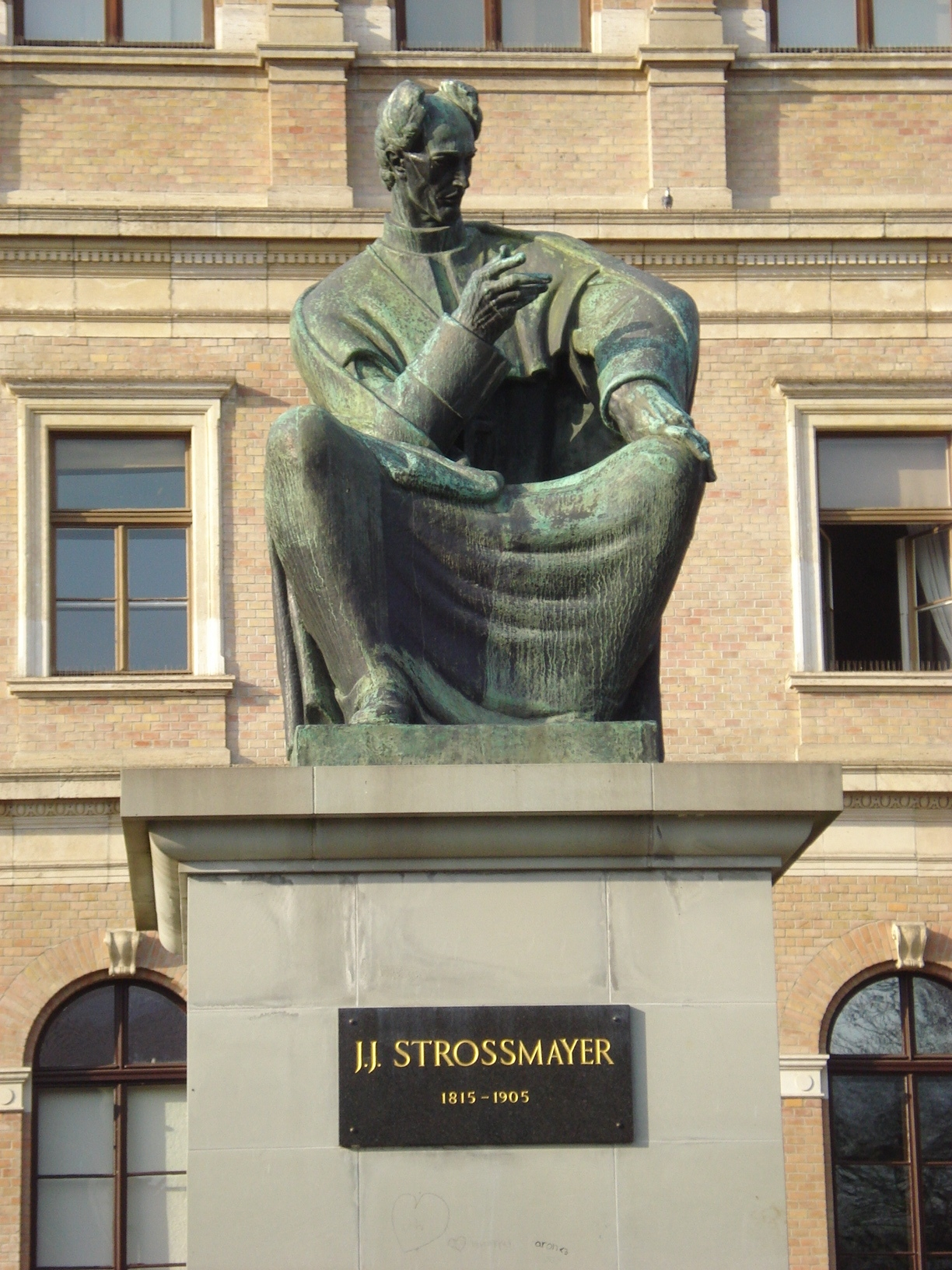
Monumento a Strossmayer en la ciudad de Zagreb

Strossmayer nació en Osijek en el seno de una familia croata de apellido alemán, porque su bisabuelo era un inmigrante alemán étnico de Estiria, que se había casado con una mujer croata. Concluyó el gymnasium en Osijek, se graduó en teología en el seminario católico de Đakovo, y obtuvo un doctorado en filosofía en Budapest, a la edad de 20 años.
En 1838 fue nombrado Obispo coadjutor de Petrovaradin antes de trasladarse a Viena en 1840, donde asistió a la Universidad de Viena, obteniendo otro doctorado en filosofía y derecho canónico en 1842. En 1847 fue nombrado capellán del palacio de los Habsburgo (cargo que ocupó hasta 1859) y rector de la Augustineum.
El 18 de noviembre de 1849, fue nombrado por el emperador Francisco José de Austria, a propuesta del Ban de Croacia Josip Jelačić, obispo de Bosnia y Sirmia. Al asumir su cargo como obispo, declaró que su lema era: "Todo por la fe y por la patria."
Durante su estancia en Pest, simpatizó con Ján Kollár, y colaboró con los políticos checos František Palacký y František Rieger en el ideal común de la asociación política y cultural de los pueblos eslavos. Fue, como el Ban Jelačić, partidario de la monarquía de los Habsburgo, pero también de la obtención de más derechos y autonomía para los eslavos en el Imperio austrohúngaro. Strossmayer abogó por la federalización, y por la fusión de los reinos de Dalmacia y Croacia-Eslavonia, así como la introducción del idioma croata en las escuelas y el gobierno.  

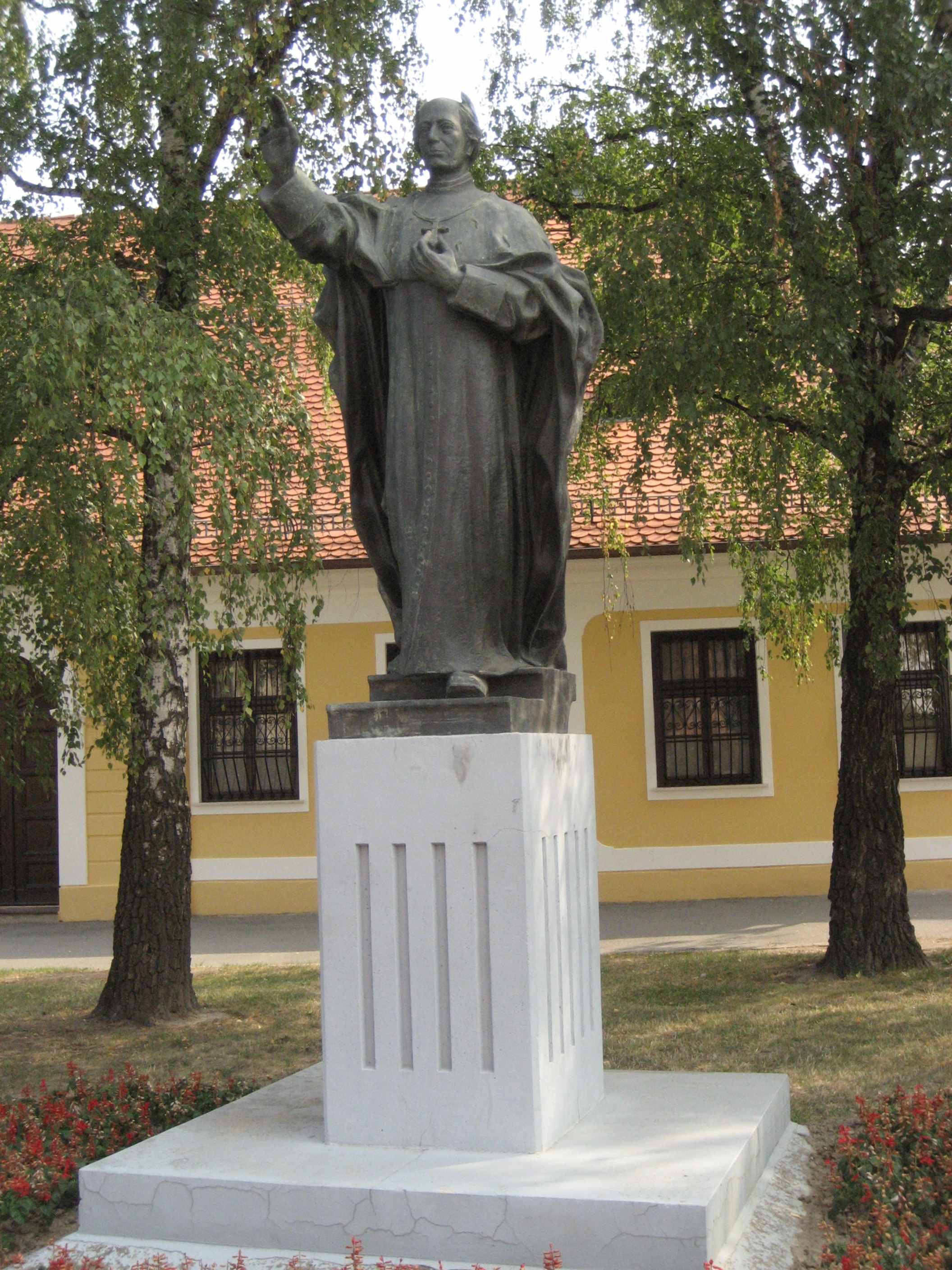
Monumento a Strossmayer en la ciudad de Đakovo, en el Condado de Osijek-Baranja de Eslavonia (actual Croacia).

En 1860, se convirtió en el líder del Partido Popular de Croacia, que dirigió hasta 1873. También fue elegido por el Parlamento de Croacia en 1866 como presidente de la comisión que negoció con Hungría los términos de la situación de Croacia. Sin embargo, el acuerdo no fue tan favorable a la causa croata como Strossmayer pretendía, por lo que manifestó su desagrado, argumentando que disminuía la autonomía del país en materia presupuestaria y financiera. 
Sus fracasos en las negociaciones de las relaciones húngaro-croatas le llevaron a la retirada de la política activa. Además, el emperador le acusó de favorecer a Rusia al promover los intereses de Croacia. Se desempeñó como nuncio apostólico en Serbia, y contribuyó también a establecer un concordato entre la Santa Sede y Montenegro en 1866.
Strossmayer se mostró como un firme defensor de la unidad de los eslavos del Sur dentro de la monarquía Habsburgo. Detractor del término Iliria, que consideraba "antiguo" y "extranjero", abogó por Yugoslavia como hogar común para serbios, croatas y eslovenos. Estableció en Zagreb la Academia Yugoslava de las Artes y de las Ciencias, y trabajó para la reconciliación con la Iglesia Ortodoxa, en la esperanza de una futura unión entre Serbia y Croacia, proyecto que le produjo algunas decepciones. Estos postulados hicieron que, a menudo, Strossmayer sea considerado "el primer yugoslavo".
En este sentido, fue un predecesor del narodno jedinstvo (unidad nacional) que políticos como Svetozar Pribićević, Nikola Pašić y Ante Trumbić harían suyo tras la Primera Guerra Mundial, culminando con la creación del Reino de Yugoslavia.